# Izabela Dylewska
Izabela Dylewska-Światowiak, född den 16 mars 1968 i Nowy Dwór Mazowiecki, Polen, är en polsk kanotist.
Hon tog OS-brons i K-1 500 meter i samband med de olympiska kanottävlingarna 1988 i Seoul.
Hon tog OS-brons igen på samma distans i samband med de olympiska kanottävlingarna 1992 i Barcelona.